# Серый подковонос
Серый подковонос (лат. Rhinolophus acuminatus) — млекопитающее из рода подковоносы (Rhinolophus) семейства подковоносые (Rhinolophidae). Типовой экземпляр происходит с острова Ява. Генетические исследования предполагают, что ближайшим родственником является Rhinolophus malayanus. Другие близкие виды включают Rhinolophus macrotis, Rhinolophus megaphyllus, Rhinolophus pusillus и Rhinolophus philippinensis.

## Описание
Длина тела от 48 до 52 мм, хвост от 19 до 31 мм, масса от 9,5 до 16 г. Передние конечности достигают длины от 44 до 53 мм, задние ноги имеют длину от 9 до 11 мм, уши варьируются от 16,5 до 21,5 мм. У представителей вида существуют два цветовых морфотипа, зависящих от популяции или сезона. Первый тип характеризуется серовато-коричневыми корнями волос сверху и серебристым кончиком шерсти снизу. Второй вариант окраса имеет светло-красновато-коричневые кончики шерсти сверху и красноватый оттенок снизу. Носовое образование имеет форму полумесяца шириной около 8-10 мм, которое лишь частично покрывает верхнюю губу. Отличительными чертами являются три выемки на нижней губе и особенности строения черепа, зубов и полового органа самцов.
Хромосомный набор включает 62 хромосомы (2n = 62).

## Распространение
Ареал охватывает различные изолированные популяции в южном регионе Индокитайского полуострова, Малайском полуострове, Суматре, Яве, ряде небольших островов региона и северо-восточной части острова Борнео. Вопрос принадлежности популяций Филиппинских островов (Негрос, Бусуанга, Палаван и Балабак) остаётся открытым. Статус популяций Мьянмы, Таиланда, Камбоджи и Вьетнама также требует дальнейшего изучения. Обитают преимущественно во влажных лесах, бамбуковых зарослях и открытых поселениях на высоте от 50 до 1700 метров над уровнем моря.

## Образ жизни
Активность проявляется ночью, днём представители вида отдыхают в пещерах, туннелях и редко используемых зданиях. Образуют небольшие группы от нескольких особей до средних колоний численностью до сотни животных. Голоса эхолокации состоят из множества мелодичных звуков, наиболее интенсивная частота составляет у самцов 86-90 кГц, у самок — 93-95 кГц. Этот вид отличается медленным манёвренным полетом и охотится главным образом на насекомых вблизи земли. Осенью у самцов появляется сильный мускусный запах, свидетельствующий о периоде размножения. Беременные самки были зарегистрированы на острове Палаван в июне.

## Статус
Местные нарушения среды обитания представляют угрозу, однако обширное распространение позволяет отнести этот вид к категории наименее уязвимых согласно классификации Международного союза охраны природы (IUCN).